# Parti unifié des patriotes démocrates
Le Parti unifié des patriotes démocrates (arabe : حزب الوطنيين الديمقراطيين الموحد) est un parti politique tunisien.
Il est légalisé le 12 mars 2011 sous le nom de Mouvement des patriotes démocrates et dirigé par Chokri Belaïd jusqu'à son assassinat le 6 février 2013. Le parti a officiellement adopté l'acronyme de MOUPAD selon le Journal officiel de la République tunisienne même si la presse francophone se réfère souvent au parti sous le nom de Watad.
Sa fusion avec le Parti du travail patriotique et démocratique est annoncée en avril 2011 mais n'intervient que le 2 septembre 2012 ; il adopte alors le nom de Parti unifié des patriotes démocrates.

## Idéologie
De tendance marxiste léniniste et panarabe, ses principes idéologiques ont émergé dans les années 1970 et proposent une « révolution nationale démocrate » se basant sur une analyse scientifique de la société reposant essentiellement sur la lutte des classes, opposant une classe jugée opprimée (ouvriers, petits agriculteurs, chômeurs, fonctionnaires, artisans et « capitalistes patriotes ») à une classe cherchant à « sauvegarder les mêmes conditions de production » ; cette dernière serait « formée principalement de capitalistes parasitaires » et de grands propriétaires terriens utilisant un mode de production agricole jugé rétrograde « afin d'accumuler le maximum de profits personnels ».

## Programme
Le programme du MOUPAD s'articule en sept axes :
- Ériger une république démocratique sociale qui tend à instaurer :
  - la souveraineté populaire ;
  - la souveraineté nationale totale (indépendance économique) ;
  - la liberté politique pour le peuple ;
  - la garantie des droits économiques, sociaux et culturels ;
  - l'orientation des richesses nationales au profit des masses populaires les plus larges ;
  - une gouvernance civique et citoyenne ;
  - un régime parlementaire ;
  - un pouvoir juridique indépendant ;
  - une administration neutre et objective ;
  - une véritable égalité des sexes ;
  - une rupture totale avec Israël et le rejet de toute normalisation.
- Édifier une économie nationale au service du peuple qui se base sur :
  - l'intervention de l'État dans les secteurs vitaux et stratégiques et la récupération des institutions étatiques pillées de façon illégitime par l'ancien régime ;
  - une administration démocratique des institutions productives étatiques grâce à l'élection de conseils d'administration ;
  - une réforme agraire basée sur la transformation des terres publiques en coopératives agricoles et l'encouragement de l'émergence de telles coopératives volontaires pour les petits et moyens propriétaires terriens en modernisant le secteur primaire et en l'intégrant dans le circuit de production ;
  - une économie basée sur les secteurs productifs et non sur une économie parasitaire et fragile ;
  - l'encouragement de l'investissement national et étranger productif, créateur d'emploi, afin d'assurer les conditions optimales pour un véritable développement économique et pour une émancipation sociale réelle.
- la défense du droit des classes laborieuses par :
  - une participation active au pouvoir et la création de conseils régionaux élus directement par le peuple ;
  - le droit de toutes les classes populaires aux richesses nationales ;
  - la mise en place d'un plan de lutte contre le chômage des jeunes avec la création d'emplois stables répartis équitablement entre les régions ;
  - l'instauration d'une éducation foncièrement patriotique avec une administration gérée  démocratiquement (participation de tous les intervenants dans l'institution et l'administration) ;
  - la création d'une structure hospitalière et sanitaire couvrant tous les besoins du territoire répartis équitablement entre les régions ;
  - l'instauration d'une fiscalité juste au service du peuple.
- la mise en place de mécanismes efficaces pour la préservation de l'environnement et sa protection de l'exploitation abusive du capital, avec un véritable encouragement de la recherche scientifique et technologique sur le plan de l'environnement.
- la participation à la création d'un front national démocratique arabe qui sera un cadre et un outil de libération et d'unité  nationale et également d'émancipation sociale.
- la participation à la création d'un mouvement de lutte internationale contre « le front capitaliste, ses collaborateurs et ses agents locaux ».
- le soutien des mouvements de libération nationale et la lutte contre la mondialisation capitaliste.

## Résultats électoraux
| Année     | Voix   | %      | Rang | Sièges  | Gouvernements |
| --------- | ------ | ------ | ---- | ------- | ------------- |
| 2011 AC.  | 33 419 | 0,83 % | 13e  | 1 / 217 | Opposition    |
| 2022-2023 |        |        |      | 2 / 154 |               |